# Olympische Sommerspiele 1956/Teilnehmer (Malaya)
| Gelbes Symbol für Goldmedaillen mit stilisierten Olympischen Ringen | Graues Symbol für Silbermedaillen mit stilisierten Olympischen Ringen | Braundes Symbol für Bronzemedaillen mit stilisierten Olympischen Ringen |
| ------------------------------------------------------------------- | --------------------------------------------------------------------- | ----------------------------------------------------------------------- |
| —                                                                   | —                                                                     | —                                                                       |

Malaya nahm an den Olympischen Sommerspielen 1956 im australischen Melbourne mit einer Delegation von 32 Sportlern, 31 Männer und eine Frau, an 13 Wettkämpfen in fünf Sportarten teil.
Es war die erste Teilnahme des Landes an Olympischen Sommerspielen.
Jüngster Athlet war der Schwimmer Fong Seow Hor (19 Jahre und 327 Tage), ältester Athlet war der Hockeyspieler Gian Singh (28 Jahre und 313 Tage). Fahnenträger war der Gewichtheber Bee Kim Tan.

## Teilnehmer nach Sportarten

### Gewichtheben
Herren
- Lum Pak Chan
  - Mittelgewicht

Finale: 202,5 kg, Wettkampf nicht beendet (DNF)
Militärpresse: 100,0 kg, Rang zwölf
Reißen: 102,5 kg, Rang zwölf
Stoßen: Wettkampf nicht beendet (DNF)

- Tong Eng Koh
  - Federgewicht

Finale: 285,0 kg, Rang 17
Militärpresse: 90,0 kg, Rang 14
Reißen: 82,5 kg, Rang 19
Stoßen: 112,5 kg, Rang 14

- Bee Kim Tan
  - Mittelschwergewicht

Finale: 395,0 kg, Rang sechs
Militärpresse: 117,5 kg, Rang 13
Reißen: 122,5 kg, Rang fünf
Stoßen: 155,0 kg, Rang fünf

### Hockey
Herren
- Ergebnisse
Hauptrunde: Gruppe B, zwei Punkte, 5:6 Tore, Rang drei, nicht für das Finale qualifiziert
2:2-Unentschieden gegen Großbritannien
Tore: Aman Ullah Karim, Thomas Lawrence
2:3-Niederlage gegen Australien
Tore: Aman Ullah Karim (2×)
1:1-Unentschieden gegen Kenia
Tore: Kim Eng Chua
Spiele um die Plätze neun bis zwölf: sechs Punkte, 14:2 Tore, Rang eins
8:0-Sieg gegen Afghanistan
3:0-Sieg gegen die USA
3:2-Sieg gegen Kenia
Tore: Cheng Eng Chuah, Aman Ullah Karim, Thomas Lawrence
Rang neun
- Kader
Sheikh Ali
Noel Arul
Kim Eng Chua
Cheng Eng Chuah
Salam Devendran
Aman Ullah Karim
Thomas Lawrence
Supaat Nadarajah
Philip Sankey
Rajaratnam Selvanayagam
Hamzah Shamsuddin
Manikam Shanmuganathan
Mike Shepherdson
Gian Singh
Gerry Toft
Peter Van Huizen
Freddy Vias

### Leichtathletik
Damen
- Annie Choong
  - 100 Meter Lauf

Runde eins: ausgeschieden in Lauf fünf (Rang vier), 12,5 Sekunden (handgestoppt), 12,73 Sekunden (automatisch gestoppt)

Herren
- Abdul Rahim bin Ahmed
  - 400 Meter Lauf

Runde eins: ausgeschieden in Lauf sieben (Rang fünf), 50,8 Sekunden (handgestoppt), 50,93 Sekunden (automatisch gestoppt)

- Raja bin Ngah Ali
  - 100 Meter Lauf

Runde eins: ausgeschieden in Lauf eins (Rang sechs), 11,2 Sekunden (handgestoppt), 11,41 Sekunden (automatisch gestoppt)

- Hari Chandra Manikavasagam
  - 800 Meter Lauf

Runde eins: ausgeschieden in Lauf zwei (Rang sieben), 1:56,27 Minuten (automatisch gestoppt)

- Sinnayah Karuppiah Jarabalan
  - 100 Meter Lauf

Runde eins: ausgeschieden in Lauf neun (Rang drei), 11,3 Sekunden (handgestoppt), 11,56 Sekunden (automatisch gestoppt)

- Lee Kah Fook
  - 100 Meter Lauf

Runde eins: ausgeschieden in Lauf zwölf (Rang fünf), 11,6 Sekunden (handgestoppt), 11,84 Sekunden (automatisch gestoppt)
  - 200 Meter Lauf

Runde eins: ausgeschieden in Lauf acht (Rang sechs), 23,7 Sekunden (handgestoppt), 23,94 Sekunden (automatisch gestoppt)

- Kenneth Perera
  - 400 Meter Lauf

Runde eins: ausgeschieden in Lauf zwei (Rang sieben), 51,96 Sekunden (automatisch gestoppt)
  - 800 Meter Lauf

Runde eins: ausgeschieden in Lauf drei (Rang neun), ohne Zeit

### Schießen
Herren
- Joseph Chong
  - Freie Scheibenpistole

Finale: 438 Punkte, Rang 33
Runde eins: 56 Punkte, Rang 33
Runde zwei: 70 Punkte, Rang 33
Runde drei: 78 Punkte, Rang 31
Runde vier: 75 Punkte, Rang 31
Runde fünf: 77 Punkte, Rang 32
Runde sechs: 82 Punkte, Rang 30

- Sin Foh Liew
  - Tontaubenschießen

Finale: 140 Punkte, Rang 29

- Kiat Fu Moe
  - Tontaubenschießen

Finale: 145 Punkte, Rang 28

### Schwimmen
Herren
- Hor Seow Fong
  - 200 Meter Schmetterling

Runde eins: ausgeschieden in lauf drei (Rang sieben), 2:56,0 Minuten

- Chek Heng Lim
  - 100 Meter Rücken

Runde eins: ausgeschieden in Lauf vier (Rang sieben), 1:12,4 Minuten